# Tournoi de tennis de Denver
Le tournoi de Denver était un tournoi de tennis professionnel masculin, joué à Denver (Colorado) de 1972 à 1982. Il a fait partie du WCT Tour et de l'ATP Tour et était joué en dur en salle.

## Palmarès

### Simple
| No | Date       | Nom et lieu du tournoi      | Catégorie | Dotation | Surface | Vainqueur     | Finaliste       | Score         |  |
| -- | ---------- | --------------------------- | --------- | -------- | ------- | ------------- | --------------- | ------------- |  |
| 1  | 01-05-1972 | , Denver                    |           | NC $     | NC      | Rod Laver     | Marty Riessen   | 4-6, 6-3, 6-4 |  |
| 2  | 23-04-1973 | , Denver                    |           | NC $     | NC      | Mark Cox      | Arthur Ashe     | 6-1, 6-1      |  |
| 3  | 22-04-1974 | , Denver                    |           | NC $     | NC      | Roscoe Tanner | Arthur Ashe     | 6-2, 6-4      |  |
| 4  | 14-04-1975 | , Denver                    |           | NC $     | NC      | Jimmy Connors | Brian Gottfried | 6-3, 6-4      |  |
| 5  | 19-04-1976 | Denver WCT, Denver          |           | NC $     | NC      | Jimmy Connors | Ross Case       | 7-6, 6-2      |  |
| 6  | 18-04-1977 | United Bank Classic, Denver |           | NC $     | NC      | Björn Borg    | Brian Gottfried | 7-5, 6-2      |  |
| 7  | 20-02-1978 | , Denver                    |           | NC $     | NC      | Jimmy Connors | Stan Smith      | 6-2, 7-6      |  |
| 8  | 19-02-1979 | , Denver                    |           | NC $     | NC      | Wojtek Fibak  | Victor Amaya    | 6-4, 6-1      |  |
| 9  | 18-02-1980 | , Denver                    |           | NC $     | NC      | Gene Mayer    | Victor Amaya    | 6-2, 6-2      |  |
| 10 | 02-03-1981 | , Denver                    |           | NC $     | NC      | Gene Mayer    | John Sadri      | 6-4, 6-4      |  |
| 11 | 01-02-1982 | , Denver                    |           | NC $     | NC      | John Sadri    | Andrés Gómez    | 4-6, 6-1, 6-4 |  |

### Double
| No | Date       | Nom et lieu du tournoi | Catégorie | Dotation | Surface | Vainqueurs                  | Finalistes                    | Score         |  |
| -- | ---------- | ---------------------- | --------- | -------- | ------- | --------------------------- | ----------------------------- | ------------- |  |
| 1  | 01-05-1972 | , Denver               |           | NC $     | NC      | Roy Emerson Rod Laver       | John Newcombe Tony Roche      | 6-2, 5-7, 7-6 |  |
| 2  | 23-04-1973 | , Denver               |           | NC $     | NC      | Arthur Ashe Roscoe Tanner   | Tom Okker Marty Riessen       | 3-6, 6-3, 7-6 |  |
| 3  | 22-04-1974 | , Denver               |           | NC $     | NC      | Arthur Ashe Roscoe Tanner   | Mark Cox Jun Kamiwazumi       | 6-3, 7-6      |  |
| 4  | 14-04-1975 | , Denver               |           | NC $     | NC      | Roy Emerson Rod Laver       | Robert Carmichael Allan Stone | 6-2, 3-6, 7-5 |  |
| 5  | 19-04-1976 | Denver WCT, Denver     |           | NC $     | NC      | John Alexander Phil Dent    | Jimmy Connors Billy Martin    | 6-7, 6-2, 7-5 |  |
| 6  | 18-04-1977 | , Denver               |           | NC $     | NC      | Colin Dibley Geoff Masters  | Syd Ball Kim Warwick          | 6-2, 6-3      |  |
| 7  | 20-02-1978 | , Denver               |           | NC $     | NC      | Bob Hewitt Frew McMillan    | Fred McNair Sherwood Stewart  | 6-3, 6-2      |  |
| 8  | 19-02-1979 | , Denver               |           | NC $     | NC      | Robert Lutz Stan Smith      | Wojtek Fibak Tom Okker        | 7-6, 6-3      |  |
| 9  | 18-02-1980 | , Denver               |           | NC $     | NC      | Kevin Curren Steve Denton   | Wojtek Fibak Heinz Günthardt  | 7-5, 6-2      |  |
| 10 | 02-03-1981 | , Denver               |           | NC $     | NC      | Andrew Pattison Butch Walts | Mel Purcell Dick Stockton     | 6-3, 6-4      |  |
| 11 | 01-02-1982 | , Denver               |           | NC $     | NC      | Kevin Curren Steve Denton   | Phil Dent Kim Warwick         | 6-4, 6-4      |  |